# Ivan Patzaichin
Ivan Patzaichin [pat͡sai̯cin] (* 26. November 1949 in Mila 23, Kreis Tulcea; † 5. September 2021 in Bukarest) war ein rumänischer Kanute, Trainer und Funktionär. Er nahm von 1968 bis 1984 fünfmal an Olympischen Spielen teil. Mit vier Goldmedaillen und drei Silbermedaillen bei Olympischen Spielen ist Patzaichin der nach Medaillen erfolgreichste männliche Sportler Rumäniens. Vor ihm liegen nur die Turnerin Nadia Comăneci und die Ruderin Elisabeta Lipă mit je fünf Goldmedaillen.

## Karriere

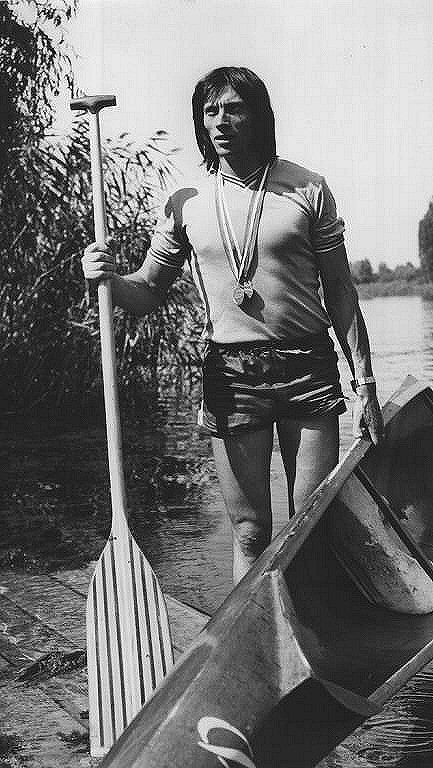
Ivan Patzaichin

Ivan Patzaichin (russisch Иван Пацайкин, Iwan Pazaikin) stammte aus einer Lipowaner-Familie, einer russischsprachigen, altorthodoxen Minderheit in Rumänien, die besonders in der Region um Tulcea stark vertreten ist. Wie die meisten rumänischen Kanuten seiner Generation wurde Patzaichin von Radu Huțan trainiert.
Bei den Olympischen Spielen 1968 konnte der achtzehnjährige Ivan Patzaichin im Einer-Canadier über 1000 Meter den siebten Platz belegen. Zusammen mit dem fünf Jahre älteren Serghei Covaliov gewann er Gold im Zweier-Canadier. 1970 wurden die beiden Weltmeister.
Bei den Olympischen Spielen 1972 gewann Patzaichin den Wettbewerb im Einer-Canadier mit über drei Sekunden Vorsprung. Zwei Stunden später im Zweier-Finale kam es zu einer Zielfotoentscheidung, nach der Covaliov und er drei Hundertstelsekunden hinter dem siegenden Boot aus der Sowjetunion lagen. 1973 wurde Patzaichin Weltmeister im Einer auf der 1000-Meter-Strecke.
Bei den Olympischen Spielen 1976 wurden erstmals Medaillen im Canadier über 500 Meter und über 1000 Meter vergeben. Patzaichin trat in beiden Einer-Wettbewerben an. Über 500 Meter wurde er Siebter, über 1000 Meter wurde er Fünfter.
1977 wurde Patzaichin Weltmeister im Einer über 1000 Meter, ein Jahr später gewann er den Titel über 10.000 Meter. 1979 wurde er mit Petre Capusta Weltmeister über 500 Meter. Zusammen mit Capusta gewann Patzaichin bei den Olympischen Spielen 1980 Silber über 500 Meter. Tags darauf gewann er mit Toma Simionov Gold über 1000 Meter.
Patzaichin und Simionov wurden 1981 und 1983 Weltmeister über 1000 Meter und 1982 gewannen sie gemeinsam den Titel über 10.000 Meter. Bei den Olympischen Spielen 1984 gewannen die beiden Silber über 500 Meter und Gold über 1000 Meter.
Im Anschluss beendete Patzaichin seine aktive Laufbahn und wurde Trainer. Er betreute von 2000 bis 2009 die rumänische Kanurennsportnationalmannschaft und war bis 2009 zudem Vizepräsident des rumänischen Kanuverbandes. Bei den Wahlen am 6. August 2009 wurde Patzaichin als Vizepräsident abgewählt, am 11. September 2009 trat er zudem als Nationaltrainer zurück, da er sich von der Verbandsführung im Stich gelassen fühlte.
Ivan Patzaichin war verheiratet und Vater einer Tochter.
Im Frühjahr 2021 wurde bei ihm Lungenkrebs diagnostiziert; eine Krankheit, an der er im September desselben Jahres im Alter von 71 Jahren starb.